# Paramo oculata
Pour les articles homonymes, voir Paramo.
Genre
Espèce
Synonymes
- Pedaliodes oculata Krüger, 1924[1]
- Pedaliodes mamarcana Adams & Bernard, 1974[1]

Paramo oculata est une espèce de lépidoptères (papillons) de la famille des Nymphalidae, endémique de Colombie. C'est l'unique représentante de genre monotypique Paramo.

## Systématique
L'espèce Paramo oculata a été décrite par Erich Krüger (d) en 1924, sous le nom initial de Pedaliodes oculata. 
Le genre Paramo a été décrit par Michael Jan Adams (d) et George Igor Bernard (d) en 1977, et Paramo oculata en est l'espèce type et l'unique espèce.
Synonymes pour l'espèce :
- Pedaliodes oculata Krüger, 1924 — protonyme
- Pedaliodes mamarcana Adams & Bernard, 1974

## Distribution géographique
Paramo oculata est présente uniquement en Colombie, dans la Sierra Nevada de Santa Marta.

## Publications originales
- (de) E. Krüger, « Beitrage zur Kenntnis der columbischen Satyriden », Entomologische Rundschau, Stuttgart et Vienne, Inconnu, vol. 41,‎ 1924, p. 23-24 (ISSN 2944-4837, OCLC 27025673).
- (en) M. J. Adams et G. I. Bernard, « Pronophiline butterflies (Satyridae) of the Sierra Nevada de Santa Marta, Colombia », Systematic Entomology, Wiley-Blackwell, vol. 2, no 4,‎ octobre 1977, p. 263-281 (ISSN 0307-6970 et 1365-3113, DOI 10.1111/J.1365-3113.1977.TB00376.X).